# Ivan Mistrík
Ivan Mistrík (15. října 1935 Bratislava – 8. června 1982 Bratislava) byl slovenský herec, bratr herce Jána Mistríka.

## Životopis
Od roku 1946 vystupoval v rozhlasové dětské herecké skupině, kde vytvořil desítky chlapeckých postav. V divadle hrál zejména velmi citlivé a mimořádně vnímavé hrdiny, kteří jsou konfrontováni s drsným světem. Jako herec se uplatnil také ve filmu, kde vytvořil od roku 1951 množství menších i větších rolí v různých českosloslovenských filmech. V roce 1977 jmenován zasloužilým umělcem. Dne 8. června 1982 se v opilosti zastřelil.
V televizi účinkoval již od roku 1959 a vytvořil zde asi 100 postav v mnoha televizních inscenacích : Balada o Vojtovej Maríne (1964), Mrtví nezpívají (1965), Canarisova krvavá hvězda (1966), Sedm svědků (1967), Balada o sedmi oběšených (1968), Portrét Doriana Graye (1969), Bašta (1969), Parížští mohykáni (1971), Vivat Beňovský (1975), Ztroskotání Danubie (1976), Útěk ze Zlaté země (1977), Stůl pro čtrnáct (1978) a další.
- 1949 – 1951 studoval herectví na státní konzervatoři
- 1951 byl kulturním a propagačním referentem v petrochemickém podniku Slovnaft Bratislava
- 1951 – 1952 člen Dedinského divadla v Bratislavě
- 1952 – 1953 člen činohry Divadla JGT ve Zvolenu
- 1953 – 1966 člen činohry Nové scény
- 1966 – 1982 člen činohry Slovenského národního divadla v Bratislavě

## Filmografie
- 1951 Kozí mléko (krčmářův syn)
- 1952 Mladá srdce (Brčko)
- 1954 Čert nespí (účetní)
- 1957 Štyridsaťštyri (Števko Bednárik)
- 1958 Štěstí přijde v neděli (Miško)
- 1959 Kapitán Dabač (Paľo Dabač)
- 1960 Romeo, Julie a tma (Pavel)
- 1960 Vyšší princip (Vlastík)
- 1961 Jarní povětří (Alek)
- 1962 Bílá oblaka (Partyzán Peter)
- 1962 Neděle ve všední den (Jiří Landa)
- 1962 Půlnoční mše (Ďurko Kubiš)
- 1963 Tvář v okně (MUDr. Januška)
- 1964 Dům v Kaprově ulici (Das Haus in der Karpfengasse), SRN, r. Kurt Hoffmann (Milan Šrámek)
- 1965 Archimedov zákon (Javorník)
- 1965 Smrt přichází v dešti (Fiala)
- 1967 Kapsáři (Zlatíčko)
- 1967 Smlouva s ďáblem (Peter)
- 1968 Maratón (četař Jakubisko)
- 1968 Muž, který lže (Ján)
- 1970 Medená veža („R“)
- 1971 Hledači světla (Tomáš)
- 1971 Orlí pírko (Stařec)
- 1972 Človek na mostě (učitel)
- 1974 Do zbrane, kuruci! (kaplan)
- 1974 Trofej neznámého střelce (Martvoň)
- 1975 Život na útěku (npor. Andrejko)
- 1976 Do posledního dechu (Oto Brunner)
- 1976 Vojáci svobody (dr. Husák)
- 1977 Soukromá válka (Kilián)
- 1978 Poéma o svědomí (Novák)
- 1978 Sníh pod nohama (Chorvát)
- 1979 A poběžím až na kraj světa (otec)
- 1979 Indiáni z Větrova (primář Václavík)
- 1980 Něco je ve vzduchu (děda Jeník)
- 1981 Pomocník (Dobrík)
- 1982 Tušení (Matěj Halma)